# Evoland
Evoland est un jeu vidéo d'action/aventure développé et édité par Shiro Games, conçu dans l'optique de faire découvrir l'évolution du jeu vidéo à travers le temps. Il est sorti sur Windows le 4 avril 2013, sur Android et iOS le 2 février 2015 et sur Linux le 9 mars 2015. Le gameplay alterne entre des phases d'exploration à la Zelda et des combats au tour par tour typés jeu de rôle old-school.
Un second épisode, Evoland 2, est commercialisé en août 2015.
Une compilation intitulée Evoland Legendary Edition comprenant les deux épisodes sort en février 2019 sur PlayStation 4, Nintendo Switch et Xbox One.

## Système de jeu
Le jeu consiste à parcourir des cartes durant tout le long du jeu qui changent de graphismes en fonction du lieu situé. Le joueur peut rencontrer des personnages (il pourra notamment échanger de l'argent contre des objets, remplir des quêtes) ou alors affronter des monstres durant son chemin. On peut combattre les monstres au tour à tour avec un ou deux personnages.

## Origine et développement
Evoland est créé par Nicolas Cannasse lors du 24e Ludum Dare, compétition de développement de jeux vidéo en 48 heures avec thème imposé. Le thème choisi était celui de l'évolution. Le jeu est déclaré vainqueur de la compétition sur plus de 1 400 participants, et est disponible gratuitement sur le site du développeur.
Devant le succès remporté par le jeu, une version plus complète est développée rajoutant notamment la 3D. Cette version est disponible en téléchargement sur Steam ou GOG.com.
Une version du jeu pour smartphones et tablettes voit le jour en 2015, puis une version pour Android TV, en 2016. Toutes deux sont publiées par Playdigious.

## Musique
La musique d’Evoland est composée par Camille Schoell.

### Liste des titres
| 1.    | Airship              | 0:42 |
| 2.    | Aogai City           | 0:58 |
| 3.    | Battle Theme Hiroshi | 0:52 |
| 4.    | Battle HD            | 0:52 |
| 5.    | Crystal Cave         | 0:36 |
| 6.    | Crystal Cave Boss    | 0:40 |
| 7.    | Endgame              | 0:44 |
| 8.    | Evoland 8bits        | 0:26 |
| 9.    | Evoland 16bits       | 0:26 |
| 10.   | Evoland HD           | 0:26 |
| 11.   | Final Battle         | 1:04 |
| 12.   | Noria Mines          | 0:58 |
| 13.   | Papunika             | 0:56 |
| 14.   | Sarudnahk 1          | 0:33 |
| 15.   | Sarudnahk 2          | 0:33 |
| 16.   | Sarudnahk 3          | 0:33 |
| 17.   | Title Screen         | 0:29 |
| 18.   | Victory HD           | 0:12 |
| 19.   | Victory              | 0:12 |
| 20.   | Death                | 1:02 |
| 13:50 |                      |      |